# Норт-Ескобарес (Техас)
Норт-Ескобарес (англ. North Escobares) — переписна місцевість (CDP) в США, в окрузі Старр штату Техас. Населення — 162 особи (2020).

## Географія
Норт-Ескобарес розташований за координатами 26°25′57″ пн. ш. 98°58′19″ зх. д. / 26.43250° пн. ш. 98.97194° зх. д. (26.432492, -98.971935).  За даними Бюро перепису населення США в 2010 році переписна місцевість мала площу 1,87 км², уся площа — суходіл.

## Демографія
Згідно з переписом 2010 року, у переписній місцевості мешкало 118 осіб у 32 домогосподарствах у складі 28 родин. Густота населення становила 63 особи/км².  Було 42 помешкання (22/км²).
Расовий склад населення:
| - 100,0 % — білих |

До двох чи більше рас належало 0,0 %. Частка іспаномовних становила 100,0 % від усіх жителів.
За віковим діапазоном населення розподілялося таким чином: 41,5 % — особи молодші 18 років, 52,6 % — особи у віці 18—64 років, 5,9 % — особи у віці 65 років та старші. Медіана віку мешканця становила 25,5 року. На 100 осіб жіночої статі у переписній місцевості припадало 87,3 чоловіків;  на 100 жінок у віці від 18 років та старших — 91,7 чоловіків також старших 18 років.
За межею бідності перебувало 23,3 % осіб, у тому числі 16,9 % дітей у віці до 18 років та 0,0 % осіб у віці 65 років та старших.
Цивільне працевлаштоване населення становило 40 осіб. Основні галузі зайнятості: науковці, спеціалісти, менеджери — 50,0 %, освіта, охорона здоров'я та соціальна допомога — 50,0 %.